# Palacio Íñiguez
El palacio Íñiguez o edificio Íñiguez es una edificación ubicada en Santiago, la capital de Chile, en la esquina de Avenida Alameda Bernardo O'Higgins con calle Dieciocho. Construido en 1908 para Eduardo Iñiguez Tagle y Loreto Undurraga como su residencia, fue obra de los arquitectos y constructores Alberto Cruz Montt y Ricardo Larraín Bravo.
El edificio posee tres pisos y mansarda, con reminiscencias del renacimiento francés, y una gran cantidad de detalles naturalistas en su fachada, que lo aproximan al art nouveau. En su ornamentación, se incorporaron estatuas, medallones y guirnaldas; uniendo el frontón ondulado y balcones levemente curvos dándole al edificio una particular dinámica y especial movimiento.
El primer nivel fue destinado para albergar locales comerciales, entre ellos la tradicional Confitería Torres, o Café Torres, mientras que los pisos superiores fueron destinados para 3 residencias de la familia Íñiguez Undurraga, cada una con accesos independientes —originalmente poseía 4 viviendas, sin embargo una fue vendida—. Actualmente es utilizado para oficinas e instituciones que han modificado su arquitectura interior original.

La manzana comprendida entre la Alameda, Dieciocho, San Ignacio y Alonso Ovalle era sólo un sitio eriazo rodeado por cuatro altas murallas con una gran puerta hacia la Alameda que tenía un letrero “Dios y Patria” que la coronaba.
Era el llamado “patio de las carretas” y su dueño Don José Miguel Iñiguez Iñiguez tenía su residencia en la calle Bandera 121. A este patio llegaban los productos de los fundos Tantehue y Popeta para ser comercializados en Santiago.
Con el pasar del tiempo mi padre, Eduardo Iñiguez Tagle heredó dicha esquina y comenzó a edificar su casa en ella, pues residía en su fundo Santa Ana y tenía a su familia en la casa de su suegro, Francisco Ramón Undurraga Vicuña.
En esta casa que se comenzó a construir en 1908 está enclavado el “Centenario Torres” de hoy.
Véase sobre la ventana del tercer piso, habitación en que nació el que escribe estas líneas un medallón que el arquitecto Ricardo Larraín Bravo hizo colocar con las iniciales de mi padre entrecruzadas.
Guido Íñiguez Undurraga.

El 9 de abril de 2013 el edificio fue afectado por un incendio que debió ser apagado por más de nueve compañías de bomberos. Según informó bomberos, el lugar quedó con peligro de derrumbe. Luego de éste, el DUOC, dueño actual del inmueble inició un proceso de restauración que terminó a fines del 2019, en la cual además se habilitaron nuevas dependencias como una sala de exposiciones, biblioteca, talleres, laboratorios, salas de clases y un auditorio para 300 personas.